# José Donato Pes Pérez
José Donato Pes Pérez (Saragossa, 7 d'abril de 1943-17 de desembre de 2022)) és un exàrbitre internacional de futbol espanyol.
Va exercir durant tretze temporades en Primera Divisió, des de la temporada 1977-78 fins a la 1989-90, dirigint un total de 128 partits, i arbitrant també matxs de la Copa d'Europa i de la Copa de la UEFA.